# Краснозаводской сельсовет
Краснозаводской сельсовет - сельское поселение в Боготольском районе Красноярского края.
Административный центр - село Красный Завод.

## Население
| 2010 | 2012  | 2013  | 2014  | 2015  | 2016  | 2017  |
| ---- | ----- | ----- | ----- | ----- | ----- | ----- |
| 1326 | ↘1291 | ↗1297 | ↘1284 | ↘1276 | ↗1308 | ↘1276 |

## Состав сельского поселения
| № | Населённый пункт | Тип населённого пункта       | Население |
| - | ---------------- | ---------------------------- | --------- |
| 1 | Красная Речка    | деревня                      | 344       |
| 2 | Красный Завод    | село, административный центр | 982       |

## Местное самоуправление
Краснозаводской сельский Совет депутатов
Дата избрания: 14.03.2010. Срок полномочий: 4 года. Количество депутатов: 12
Глава муниципального образования
Юридический адрес: 662081, Красноярский край, Боготольский район, село Красный Завод, Центральная улица, дом 7
электронная почта: s.krasz@yandex.ru
- Куц Галина Николаевна. Дата избрания: 14.03.2010. Срок полномочий: 4 года